# Горка (Сланцевский район)
Горка — деревня в Выскатском сельском поселении Сланцевского района Ленинградской области.

## История
Деревня Горки упоминается на карте Санкт-Петербургской губернии Ф. Ф. Шуберта 1834 года.

ГОРКА — деревня принадлежит генерал-майорше Сталь, число жителей по ревизии: 8 м. п., 11 ж. п. (1838 год)

Как деревня Горки она отмечена на карте профессора С. С. Куторги 1852 года.

ГОРКА — деревня госпожи фон Бландовой, по просёлочной дороге, число дворов — 11, число душ — 31 м. п. (1856 год)

ГОРКА — деревня владельческая при речке Руйке, число дворов — 14, число жителей: 43 м. п., 48 ж. п.; Часовня православная. (1862 год) 

В XIX — начале XX века деревня административно относилась к Выскатской волости 1-го земского участка 1-го стана Гдовского уезда Санкт-Петербургской губернии.
Согласно Памятной книжке Санкт-Петербургской губернии 1905 года деревня Горка входила в Руйское сельское общество.

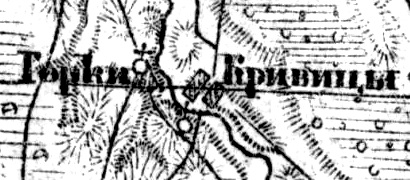
Деревня Горка на карте 1919 года

Согласно карте Петроградской и Эстляндской губерний 1919 года деревня называлась Горки, в деревне находилась деревянная часовня.
По данным 1933 года деревня Горка входила в состав Выскатского сельсовета Рудненского района.
По состоянию на 1 августа 1965 года деревня Горка входила в состав Выскатского сельсовета Кингисеппского района.
По данным 1973 и 1990 годов деревня Горка входила в состав Выскатского сельсовета Сланцевского района.
В 1997 году в деревне Горка Выскатской волости проживали 12 человек, в 2002 году — 14 человек (русские — 93 %).
В 2007 году в деревне Горка Выскатского СП проживали 11, в 2010 и 2011 годах — 14, в 2012 году — 12, в 2013 году — 11, в 2014 — 12 человек.

## География
Деревня расположена в южной части района на автодороге 41К-798 (Большая Руя — Большие Рожки).
Расстояние до административного центра поселения — 3,5 км.
Расстояние до ближайшей железнодорожной платформы Сланцы — 25 км.
Деревня находится на левом берегу реки Руя.

## Демография
| 1862 | 2007 | 2010 | 2017 |
| ---- | ---- | ---- | ---- |
| 91   | ↘11  | ↗14  | ↘11  |

## Инфраструктура
На 2014 год в деревне было зарегистрировано семь домохозяйств.